# Temporada 2007 de las Grandes Ligas de Béisbol
La Temporada 2007 de las Grandes Ligas de Béisbol comenzó el 1 de abril del 2007 con la revancha de la Serie de Campeonato de la Liga Nacionala del 2006 entre St. Louis Cardinals y New York Mets jugado en el Busch Stadium en St. Louis, Missouri, que fue ganado por los Mets, 6-1. La temporada regular concluyó con siete equipos que llegaron a la postemporada que no habrían llegado la temporada anterior, incluyendo todos los equipos de la Liga Nacional, el retorno de los New York Yankees; un dramático juego de playoff entre los Colorado Rockies y San Diego Padres; y el mayor colapso en septiembre de un equipo líder en la historia del béisbol, con los Mets que despericio una ventaja de 7 juegos con 17 por jugar, perdiendo en el último día de la temporada regular, y los Philadelphia Phillies llegando a postemporada de la Liga Nacional por primera vez desde 1993. La temporada terminó el 28 de octubre, con una barrida de los Boston Red Sox en la Serie Mundial sobre los Rockies, cuatro juegos a cero.
Un juego de exhibición especial conocido como el "Juego de Derechos Civiles" se jugó el 31 de marzo en el AutoZone Park en Memphis, Tennessee entre St. Louis Cardinals y Cleveland Indians para celebrar el Movimiento por los derechos civiles en Estados Unidos. En esta temporada se conmemoró el 60.º aniversario de la entrada de Jackie Robinson en a la Liga, rompiendo la barrera del color.

## Temporada Regular
Liga Americana 

| División Este        | División Este | División Este | División Este | División Este | División Este | División Este |
| Equipo               | V             | D             | CTE           | JD            | LOCAL         | VISITA        |
| -------------------- | ------------- | ------------- | ------------- | ------------- | ------------- | ------------- |
| Boston Red Sox (1)   | 96            | 66            | .593          | —             | 51–30         | 45–36         |
| New York Yankees (4) | 94            | 68            | .580          | 2             | 52–29         | 42–39         |
| Toronto Blue Jays    | 83            | 79            | .512          | 13            | 49–32         | 34–47         |
| Baltimore Orioles    | 69            | 93            | .426          | 27            | 35–46         | 34–47         |
| Tampa Bay Rays       | 66            | 96            | .407          | 30            | 37–44         | 29–52         |

| División Central      | División Central | División Central | División Central | División Central | División Central | División Central |
| Equipo                | V                | D                | CTE              | JD               | LOCAL            | VISITA           |
| --------------------- | ---------------- | ---------------- | ---------------- | ---------------- | ---------------- | ---------------- |
| Cleveland Indians (2) | 96               | 66               | .593             | —                | 51–29            | 45–37            |
| Detroit Tigers        | 88               | 74               | .543             | 8                | 45–36            | 43–38            |
| Minnesota Twins       | 79               | 83               | .488             | 17               | 41–40            | 41–40            |
| Chicago White Sox     | 72               | 90               | .444             | 24               | 38–43            | 34–47            |
| Kansas City Royals    | 69               | 93               | .426             | 27               | 35–46            | 34–47            |

| División Oeste     | División Oeste | División Oeste | División Oeste | División Oeste | División Oeste | División Oeste |
| Equipo             | V              | D              | CTE            | JD             | LOCAL          | VISITA         |
| ------------------ | -------------- | -------------- | -------------- | -------------- | -------------- | -------------- |
| Anaheim Angels (3) | 94             | 68             | .580           | —              | 54–27          | 40–41          |
| Seattle Mariners   | 88             | 74             | .543           | 6              | 49–33          | 39–41          |
| Oakland Athletics  | 75             | 86             | .466           | 18             | 40–41          | 36–45          |
| Texas Rangers      | 61             | 101            | .377           | 19             | 47–34          | 28–53          |

Liga Nacional  
| División Este             | División Este | División Este | División Este | División Este | División Este | División Este |
| Equipo                    | V             | D             | CTE           | JD            | LOCAL         | VISITA        |
| ------------------------- | ------------- | ------------- | ------------- | ------------- | ------------- | ------------- |
| Philadelphia Phillies (2) | 89            | 73            | .549          | 3             | 47–34         | 42–39         |
| New York Mets             | 88            | 74            | .543          | 1             | 41–40         | 47–34         |
| Atlanta Braves            | 84            | 78            | .519          | 5             | 44–37         | 40–41         |
| Washington Nationals      | 73            | 89            | .451          | 16            | 40–41         | 33–48         |
| Florida Marlins           | 71            | 91            | .438          | 18            | 36–45         | 35–46         |

| División Central    | División Central | División Central | División Central | División Central | División Central | División Central |
| Equipo              | V                | D                | CTE              | JD               | LOCAL            | VISITA           |
| ------------------- | ---------------- | ---------------- | ---------------- | ---------------- | ---------------- | ---------------- |
| Chicago Cubs (3)    | 85               | 77               | .525             | —                | 44–37            | 41–40            |
| Milwaukee Brewers   | 83               | 79               | .512             | 2                | 51–30            | 32–49            |
| St. Louis Cardinals | 78               | 84               | .481             | 7                | 43–38            | 35–46            |
| Houston Astros      | 73               | 89               | .451             | 12               | 42–39            | 31–50            |
| Cincinnati Reds     | 72               | 90               | .444             | 13               | 39–42            | 33–48            |
| Pittsburgh Pirates  | 68               | 94               | .420             | 17               | 37–44            | 31–50            |

| División Oeste           | División Oeste | División Oeste | División Oeste | División Oeste | División Oeste | División Oeste |
| Equipo                   | V              | D              | CTE            | JD             | LOCAL          | VISITA         |
| ------------------------ | -------------- | -------------- | -------------- | -------------- | -------------- | -------------- |
| Arizona Diamondbacks (1) | 90             | 72             | .556           | —              | 50–31          | 40–41          |
| Colorado Rockies (4)     | 90             | 73             | .552           | ½              | 51–31          | 39–42          |
| San Diego Padres         | 89             | 74             | .457           | 1½             | 47–34          | 42–40          |
| Los Angeles Dodgers      | 82             | 80             | .506           | 8              | 43–38          | 39–42          |
| San Francisco Giants     | 71             | 91             | .438           | 19             | 39–42          | 32–49          |

Las 90 victorias de los Diamondbacks y Rockies fueron la menor cantidad para liderar la Liga Nacional desde 1959, con la excepción de las temporadas de 1981, 1994 y 1995 acortadas por huelga. Ningún de la Liga Nacional ganó o perdió más de 95 juegos por primera vez desde 1983.
Además, esta es la segunda temporada consecutiva en la que ningún equipo ha ganado al menos un 60% de sus juegos, la primera vez que esto ha sucedido en la historia de las Grandes Ligas.

## Postemporada
|  | Serie Divisional | Serie Divisional     | Serie Divisional  |   |                       | Campeonato de la Liga | Campeonato de la Liga | Campeonato de la Liga |  |  | Serie Mundial | Serie Mundial  | Serie Mundial |
|  |                  |                      |                   |   |                       |                       |                       |                       |  |  |               |                |               |
|  | 1                | Boston Red Sox       | 3                 |   |                       |                       |                       |                       |  |  |               |                |               |
|  | 3                | Anaheim Angels       | 0                 |   |                       |                       |                       |                       |  |  |               |                |               |
|  | 3                | Anaheim Angels       | 0                 |   | 1                     | Boston Red Sox        | 4                     |                       |  |  |               |                |               |
|  | Liga Americana   |                      |                   |   | 1                     | Boston Red Sox        | 4                     |                       |  |  |               |                |               |
|  |                  | 3                    | Cleveland Indians | 3 |                       |                       |                       |                       |  |  |               |                |               |
|  | 1                | 3                    | Cleveland Indians | 3 | Cleveland Indians     | 3                     |                       |                       |  |  |               |                |               |
|  | 1                |                      |                   |   | Cleveland Indians     | 3                     |                       |                       |  |  |               |                |               |
|  | 4                | New York Yankees     | 1                 |   |                       |                       |                       |                       |  |  |               |                |               |
|  |                  |                      |                   |   |                       |                       |                       |                       |  |  | AL1           | Boston Red Sox | 4             |
|  |                  | NL4                  | Colorado Rockies  | 0 |                       |                       |                       |                       |  |  |               |                |               |
|  | 1                | Arizona Diamondbacks | 3                 |   |                       |                       |                       |                       |  |  |               |                |               |
|  | 3                | Chicago Cubs         | 0                 |   |                       |                       |                       |                       |  |  |               |                |               |
|  | 3                | Chicago Cubs         | 0                 |   | 1                     | Arizona Diamondbacks  | 0                     |                       |  |  |               |                |               |
|  | Liga Nacional    |                      |                   |   | 1                     | Arizona Diamondbacks  | 0                     |                       |  |  |               |                |               |
|  |                  | 4                    | Colorado Rockies  | 4 |                       |                       |                       |                       |  |  |               |                |               |
|  | 2                | 4                    | Colorado Rockies  | 4 | Philadelphia Phillies | 0                     |                       |                       |  |  |               |                |               |
|  | 2                |                      |                   |   | Philadelphia Phillies | 0                     |                       |                       |  |  |               |                |               |
|  | 4                | Colorado Rockies     | 3                 |   |                       |                       |                       |                       |  |  |               |                |               |

|                                       |
| Campeón Boston Red Sox Séptimo Título |

## Líderes de la liga

### Liga Americana

#### Líderes de Bateo
| Categoría           | Jugador                     | Equipo | Marca |
| ------------------- | --------------------------- | ------ | ----- |
| Porcentaje de bateo | Magglio Ordóñez             | DET    | .363  |
| Cuadrangulares      | Álex Rodríguez              | NYY    | 54    |
| Carreras Impulsadas | Álex Rodríguez              | NYY    | 156   |
| Carreras Anotadas   | Álex Rodríguez              | NYY    | 143   |
| Hits                | Ichiro Suzuki               | SEA    | 238   |
| Robo de Bases       | Carl Crawford Brian Roberts | TB BAL | 50    |

#### Líderes de Pitcheo
| Categoría         | Jugador        | Equipo | Marca |
| ----------------- | -------------- | ------ | ----- |
| Victorias         | Josh Beckett   | BOS    | 20    |
| Derrotas          | Daniel Cabrera | BAL    | 18    |
| ERA               | John Lackey    | LAA    | 3.01  |
| Ponches           | Scott Kazmir   | TB     | 239   |
| Entradas Lanzadas | C. C. Sabathia | CLE    | 241   |
| Juegos salvados   | Joe Borowski   | CLE    | 45    |

### Liga Nacional

#### Líderes de Bateo
| Categoría           | Jugador        | Equipo | Marca |
| ------------------- | -------------- | ------ | ----- |
| Porcentaje de bateo | Matt Holliday  | COL    | .340  |
| Cuadrangulares      | Prince Fielder | MIL    | 50    |
| Carreras Impulsadas | Matt Holliday  | COL    | 137   |
| Carreras Anotadas   | Jimmy Rollins  | PHI    | 139   |
| Hits                | Matt Holliday  | COL    | 216   |
| Robo de Bases       | José Reyes     | NYM    | 78    |

#### Líderes de Pitcheo
| Categoría         | Jugador       | Equipo | Marca   |
| ----------------- | ------------- | ------ | ------- |
| Victorias         | Jake Peavy    | SD     | 19      |
| Derrotas          | Kip Wells     | STL    | 17      |
| ERA               | Jake Peavy    | SD     | 2.54    |
| Ponches           | Jake Peavy    | SD     | 240     |
| Entradas Lanzadas | Brandon Webb  | ARI    | 236 1⁄3 |
| Juegos salvados   | José Valverde | ARI    | 47      |